# Snyderichthys copei
Snyderichthys copei är en fiskart som först beskrevs av David Starr Jordan och Charles Henry Gilbert, 1881.  Snyderichthys copei ingår i släktet Snyderichthys och familjen karpfiskar. Inga underarter finns listade i Catalogue of Life.